# 萨马德·赛义多夫
萨马德·依斯梅尔奥卢·赛义多夫 (1964年1月18日—) 是一名教授和亞塞拜然政治家，现任第36届哈泰选区國民議會議員。